# Hampton Open 1971
L'Hampton Open 1971 è stato un torneo di tennis giocato sul cemento indoor. È stata la 1ª edizione dell'Hampton Open, che fa parte del Pepsi-Cola Grand Prix 1971. Si è giocato a Hampton in Stati Uniti, dal 1° al 7 marzo 1971. Il vincitore del singolare Ilie Năstase ha vinto 10 000 $ come primo premio.

## Campioni

### Singolare
Ilie Năstase ha battuto in finale  Clark Graebner con il punteggio di 7–5, 6–4, 7–6

### Doppio
Ilie Năstase /  Ion Țiriac hanno battuto in finale  Clark Graebner /  Thomaz Koch con il punteggio di 6–4, 4–6, 7–5